# جيد ويليامز
جيد ويليامز (بالإنجليزية: Jade Williams)‏ (مواليد 21 مايو 1988 في سيدكب، لندن الكبرى، إنجلترا) مغنية بوب مستقلة بريطانية، التي تؤدي حاليا تحت اسم فني ويني ويليامز، وسابقا تحت اسم ساندي غيرل.

## روابط خارجية
- الموقع الرسمي
- جيد ويليامز على موقع IMDb (الإنجليزية)
- جيد ويليامز على موقع ميوزك برينز (الإنجليزية)
- جيد ويليامز على موقع ديسكوغز (الإنجليزية)
- جيد ويليامز على موقع قاعدة بيانات الفيلم (الإنجليزية)